# 어둠 속의 미사
《어둠 속의 미사》(영어: Midnight Mass)는 넷플릭스에서 2021년 9월 공개된 미국의 초자연 공포 드라마이다.